# Sierra de La Sal (Colorado)
La sierra de La Sal es un cordal montañoso ubicado en los condados de Grand y San Juan en Colorado, cerca de la frontera con Utah. Esta sierra en parte del bosque nacional de Manti-La Sal y el sur de la cordillera de las Rocallosas. Su máxima elevación es el Pico Peale que alcanza los 3,877 m s. n. m. El nombre de las sierra data de la colonización española, cuando la Sierra de La Sal eran un importante punto de referencia en el viejo camino español entre Santa Fe y Los Ángeles.

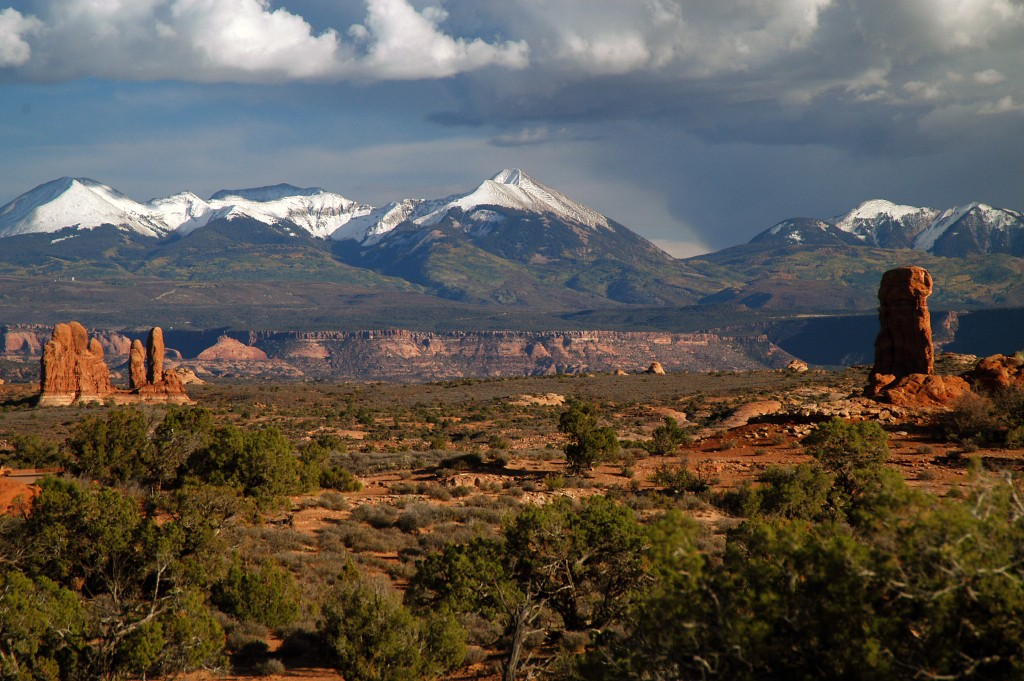
Vista de sierra de La Sal

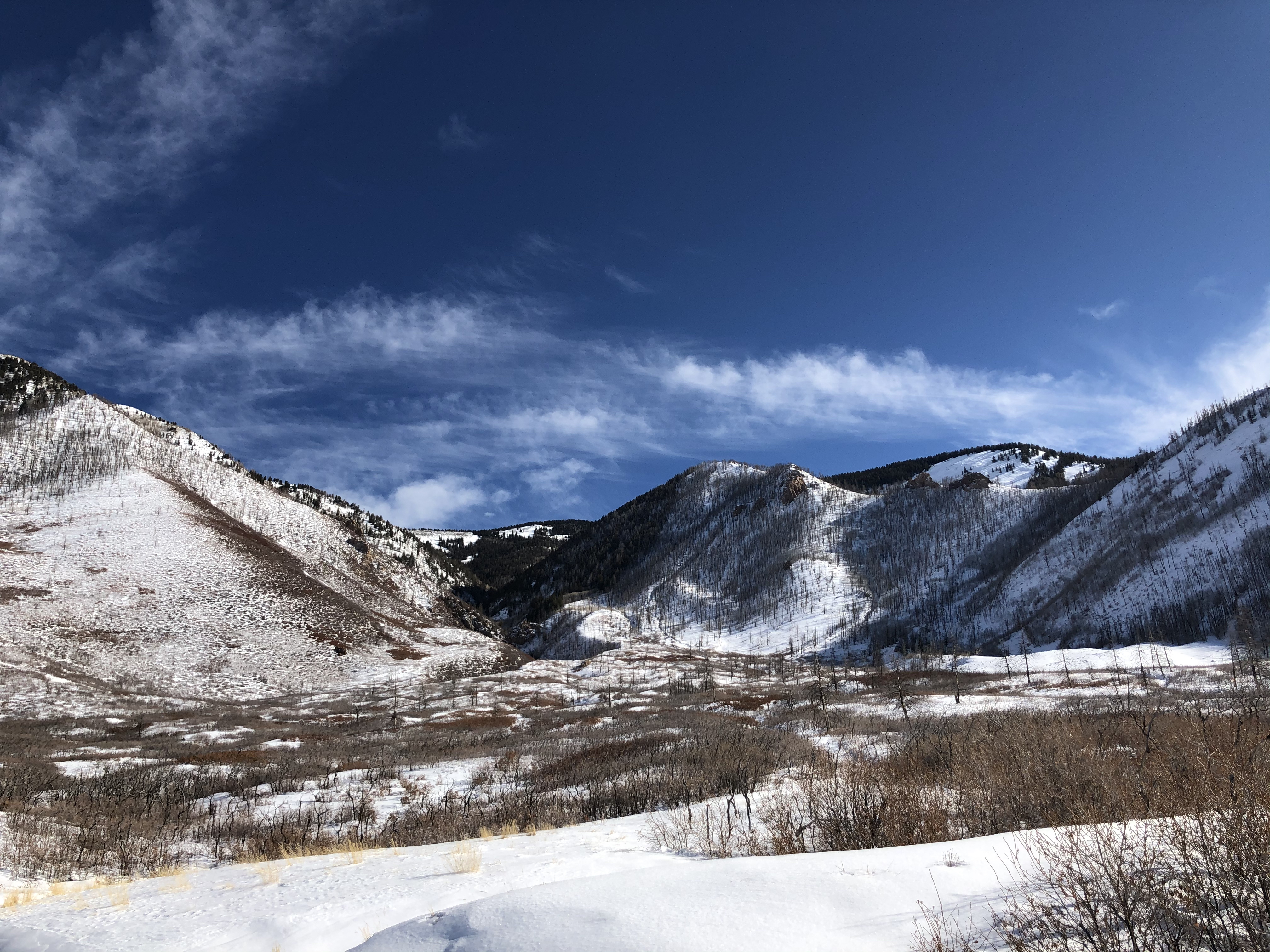
Vista de Horse Mountain